# Big Pine Key
Big Pine Key es un lugar designado por el censo ubicado en el condado de Monroe en el estado estadounidense de Florida. En el Censo de 2010 tenía una población de 4.252 habitantes y una densidad poblacional de 159,22 personas por km².

## Geografía
Big Pine Key se encuentra ubicado en las coordenadas 24°41′16″N 81°21′54″O / 24.68778, -81.36500. Según la Oficina del Censo de los Estados Unidos, Big Pine Key tiene una superficie total de 26.71 km², de la cual 26.43 km² corresponden a tierra firme y (1.04%) 0.28 km² es agua.

## Demografía
Según el censo de 2010, había 4.252 personas residiendo en Big Pine Key. La densidad de población era de 159,22 hab./km². De los 4.252 habitantes, Big Pine Key estaba compuesto por el 94.66% blancos, el 1.76% eran afroamericanos, el 0.4% eran amerindios, el 0.8% eran asiáticos, el 0.02% eran isleños del Pacífico, el 0.56% eran de otras razas y el 1.79% pertenecían a dos o más razas. Del total de la población el 10.32% eran hispanos o latinos de cualquier raza.